# Монсон, Педро
Пе́дро Дамиа́н Монсо́н (исп. Pedro Damián Monzón; род. 23 февраля 1962[…], Гойя, Корриентес) — аргентинский футболист и футбольный тренер.

## Биография

### Клубная карьера
Педро Монсон выступал за различные аргентинские и латиноамериканские клубы. Больше всего времени он провёл в «Индепендьенте», в составе которого Монсон дважды становился чемпионом Аргентины, выиграв с ним же в 1984 году Кубок Либертадорес и Межконтинентальный кубок.

### Международная карьера
Педро Монсон попал в состав сборной Аргентины на чемпионат мира 1990 года. Из семи матчей Аргентины на турнире Монсон появлялся в четырёх. Он вышел в стартовом составе во втором и третьем матчах группового турнира против сборных СССР и Румынии. В матче с советской командой был заменён на 78-й минуте на защитника Нестора Лоренсо, во встрече же с румынами Монсон открыл счёт на 62-й минуте матча, который закончился вничью (1:1). Игру 1/8 финала с Бразилией Монсон также всю провёл на поле, получив на 27-й минуте жёлтую карточку. Последним матчем за сборную для Монсона стал финал чемпионата мира, в перерыве которого он заменил защитника Оскара Руджери. На 65-й минуте матча он оставил команду Аргентины в меньшинстве, получив красную карточку.

### Тренерская карьера
С 2004 года начал тренерскую карьеру. Его первым клубом в новом качестве стал «Индепендьенте», который Монсон возглавлял на временной основе. Впоследствии работал ещё с 12 клубами из Аргентины, Мексики и Эквадора. С 2017 по 2021 год тренировал «Архентино де Кильмес», в 2019 году вышел с командой в Примеру Б.

## Титулы и достижения
- Чемпион Аргентины (2): 1983, 1988/89
- Обладатель Кубка Либертадорес (1): 1984
- Обладатель Межконтинентального кубка (1): 1984